# غويلرمو ديتريش
غويلرمو ديتريش (بالإسبانية: Guillermo Dietrich)‏ هو اقتصادي وسياسي أرجنتيني، ولد في 5 مارس 1969 في بوينس آيرس في الأرجنتين. حزبياً، نشط في اقتراح جمهوري.